# Federación Mundial de Boxeo Profesional
La Federación Mundial de Boxeo Profesional, o WPBF, es un órgano de gobierno al que corresponde sancionar algunos campeonatos mundiales del boxeo profesional. Se dedica a promover y servir al deporte del boxeo profesional y la aplicación de medidas de seguridad para la protección de los boxeadores profesionales. El ejercicio de su autoridad para regular de forma activa, el control y la supervisión de boxeo profesional en sus respectivas jurisdicciones que incluyen África, Asia-Pacífico, Europa, América del Norte y América Latina, basado en la práctica de la honestidad, la equidad, la imparcialidad y la igualdad de oportunidades en todo momento, a todas las partes asociadas y participantes.

## Sistema de clasificación computarizado
La Federación Mundial de Boxeo Profesional es el primer cuerpo sancionador en el mundo en adoptar la aplicación de una organización independiente e imparcial el sistema de clasificación computarizado para la clasificación de los boxeadores profesional de élite, ya sean varones o mujeres, en un esfuerzo por traer más credibilidad al deporte del boxeo para reemplazar a la gran cantidad de clasificaciones subjetivas que se han convertido sesgada, así como para recuperar la confianza de los aficionados y los medios de comunicación en la coronación de campeones del mundo digno y legítimo.